# Werfener Hochthron
De Werfener Hochthron is een berg in de deelstaat Salzburg, Oostenrijk. De berg heeft een hoogte van 2.363 meter.
De Werfener Hochthron is onderdeel van het Tennengebergte.